# TKO (Knock You Out)
TKO (Knock You Out) är en sång skriven av Lars Erlandsson, Fredrik Lenander och Paul Rein, med vilken gruppen Bubbles tävlade i den svenska Melodifestivalen 2003. Från deltävling 4 i Sundsvall gick låten vidare till Tittarnas val, och sedan till finalen i Stockholm där den slutade på nionde plats. Singeln nådde som högst sjundeplatsen på den svenska singellistan.
Melodin testades på Svensktoppen den 6 april 2003 , men missade listan  .

## Listplaceringar
| Lista (2003) | Topplacering |
| ------------ | ------------ |
| Sverige      | 7            |